# Perscheloribates crassus
Perscheloribates crassus är en kvalsterart som beskrevs av Corpuz-Raros 1980. Perscheloribates crassus ingår i släktet Perscheloribates och familjen Scheloribatidae. Inga underarter finns listade i Catalogue of Life.